# Cats (geslacht)
Cats (ook: Lichtenvoort Cats en Manger Cats) is een oorspronkelijk uit Friesland afkomstig geslacht dat vele lokale en provinciale bestuurders leverde.

## Geschiedenis
De stamreeks begint met Sible Auckes die als arbiter in 1659 wordt vermeld en in 1666 diaken van de doopsgezinde gemeente te Molkwerum was; ook nageslacht hing die gezindte aan. Zijn zoon Ippe Sibles Kat voerde al de naam Kat, later verworden tot Cats. Vanaf 1719 komen telgen voor te Leeuwarden, eerst als koopmannen. Vanaf 1815 werden de eerste bestuursfuncties in die stad, en in de omstreken vervuld, ook door aangetrouwde familieleden, door koopman Jentje Cats (1729-1822). Van hem stammen drie zonen van wie drie takken afstammen waarvan de oudste twee zijn uitgestorven, de oudste in 1893, de middelste in 1880.

## Enkele telgen
Jentje Cats (1729-1822), koopman, voogd Stads Armenkamer te Leeuwarden (1815-1819)
- Sible Cats (1755-1820), lid vroedschap en adjunct-maire van Leeuwarden
  - Antje Hoitinga Cats (1789-1826); trouwde in 1813 met jhr. mr. Helenus Marinus Speelman Wobma, heer van Heeswijk en Dinther (1787-1867), lid raad van Leeuwarden en president gerechtshof te Leeuwarden, telg uit het geslacht Speelman
  - Petronella Catharina Cats (1797-1837); trouwde in 1821 met mr. Gerrit Nicolaas Mulier (1791-1861), lid gemeenteraad van Leeuwarden, lid Provinciale Staten van Friesland, lid Tweede Kamer der Staten-Generaal
- Pieter Cats (1763-1832), koopman, wethouder en lid gemeenteraad van Leeuwarden, lid Provinciale en Gedeputeerde Staten van Friesland, dijkgraaf van Westdongeradeel
  - Sjuwke Cats (1795-1871); trouwde in 1815 met mr. Johannes Bieruma Oosting (1786-1828), advocaat en rechter
    - Mr. Jan Bieruma Oosting (1816-1885), burgemeester van Leeuwarden

  - Mr. Adrianus Heringa Cats (1798-1826), advocaat te Leeuwarden en lid van Provinciale Staten van Friesland
    - Rinske Johanna Heringa Cats (1822-1851); trouwde in 1842 met mr. Eiso de Wendt baron van Sytzama (1816-1843), lid en secretaris Ridderschap van Friesland, grietman van Idaarderadeel
- Mr. Epeus Cats (1764-1812), advocaat, secretaris van Leeuwarderadeel, rechter; trouwde in 1790 met Anna Reinoudina Manger (1767-1827), dochter van prof. dr. Samuel Hendrik Manger (1735-1791), hoogleraar en rector te Franeker
  - Mr. Jentje Cats (1793-1853), politicus en rechter
    - Mr. Epeus Cats (1816-1882), secretaris van Sloten (Fr.) en kantonrechter te Rauwerd; trouwde in 1846 met Sjoerdtje Wierdina Star Lichtenvoort (1820-1877)
      - Sjoukje Jacoba Dodonea Cats (1847-1931); trouwde in 1867 met jhr. Imilius Josinus Willem Hendrik van Andringa de Kempenaer (1844-1895), burgemeester van Ferwerderadeel en lid Provinciale Staten van Friesland
      - Epeus Anne Reinoud Lichtenvoort Cats (1848-1897), burgemeester
      - Dodonea Jacoba Cats (1850-1905); trouwde in 1888 met mr. Cornelis Felix Theodorus van Maanen (1829-1899), advocaat-generaal bij de Hoge Raad
      - Willem Cornelis Cats (1851-1917), burgemeester
      - Volkert Cats (1855-1914), burgemeester

    - Sara Susanna Cats (1818-1900); trouwde in 1841 met jhr. mr. Willem Engelbart Engelen  (1817-1879), burgemeester van Leeuwarderadeel, lid Ridderschap van Friesland, lid Provinciale en Gedeputeerde Staten van Friesland, lid Tweede Kamer der Staten-Generaal
    - Mr. Sebald Godfried Manger Cats (1825-1877), kantonrechter
      - Sebald Godfried Manger Cats (1864-1945), burgemeester
        - Jentje Manger Cats (1904-?), bankemployé
          - Dr. Volkert Manger Cats (1942), medicus en oud-directeur Hartstichting

  - Samuel Hendrik Manger Cats (1795-1834), gemeenteontvanger en lid Provinciale Staten van Friesland
    - Martinus Manger Cats (1817-1896), grietman en burgemeester van Smallingerland, lid Provinciale Staten van Friesland
    - Mr. Epeus Manger Cats (1822-1896), burgemeester

  - Sjuwke Cats (1797-1875); trouwde in 1819 met prof. dr. Seerp Brouwer (1793-1856), hoogleraar wis- en natuurkunde Universiteit te Groningen en lid Tweede Kamer der Staten-Generaal

Geslachten die opgenomen zijn in het sinds 1910 verschijnende genealogische naslagwerk Nederland's Patriciaat. Lijst volgens opgave van het CBG Centrum voor familiegeschiedenis.
A · B · C · D · E · F · G · H · I · J · K · L · M · N · O · P · Q · R · S · T · U · V · W · Y · Z